# پراجکت سیندیکت

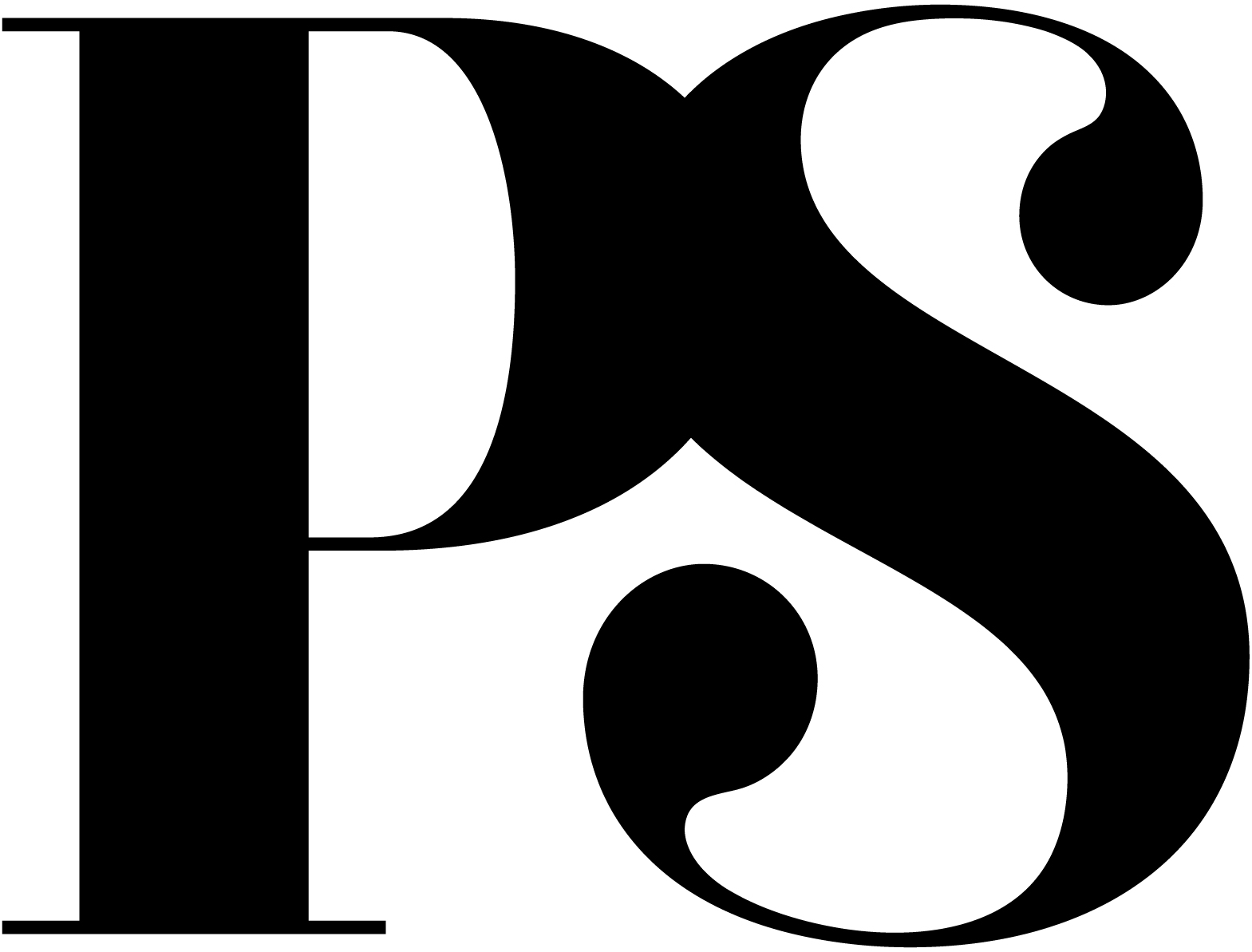
آرم پراجکت سیندیکت

پراجکت سیندیکت (به انگلیسی: Project Syndicate) یک سازمان رسانه ای بین‌المللی است که در مورد موضوعات مختلف جهانی تفسیر و تحلیل را  منتشر و پراکنده می‌کند. تمام نظرات در وب سایت پراجکت سیندیکت منتشر می‌شود، اما برای چاپ در شبکه گسترده‌ای از نشریات شریک نیز توزیع می‌شود. این سازمان از سال ۲۰۱۹، شبکه ای متشکل از ۵۰۶ رسانه در ۱۵۶ کشور جهان دارد.
پراجکت سیندیکت، که ازرا کلاین آن را به عنوان «هوشمندترین صفحه دیدگاه‌های چاپ شده در جهان» توصیف کرد، تفسیرهایی را در مورد طیف گسترده‌ای از موضوعات، از سیاست‌های اقتصادی و استراتژی‌های رشد در سراسر جهان گرفته تا حقوق بشر، اسلام و محیط زیست ارائه می‌دهد. همچنین مجموعه‌های ماهانه اختصاص داده شده به آفریقا، اروپا، آسیا و آمریکای لاتین و همچنین چین و روسیه را ارائه می‌دهد. ریل‌کلیرپالیتیکس همچنین پراجکت سیندیکت را یکی از پنج سایت خبری برتر جهان برای سال ۲۰۱۲ معرفی کرد.
پراجکت سیندیکت که یک سازمان غیرانتفاعی است، عمدتاً به کمک روزنامه‌های کشورهای توسعه‌یافته، که تقریباً ۶۰ درصد از اعضای آن را تشکیل می‌دهند، متکی است تا بتواند خدمات خود را با نرخ‌های کاهش‌یافته یا رایگان به روزنامه‌های کشورهایی ارائه دهد که منابع روزنامه‌نگاری ممکن است به راحتی در دسترس نباشد. پراجکت سیندیکت همچنین از بنیادهای جامعه باز، بنیاد پلیتیکن در دانمارک، Die Zeit، تسایت-شتیفتونگ و بنیاد بیل و ملیندا گیتس کمک هزینه دریافت کرده‌است.